# Портленд (Мічиган)
Портленд (англ. Portland) — місто (англ. city) в США, в окрузі Айонія штату Мічиган. Населення — 3796 осіб (2020).

## Географія
Портленд розташований за координатами 42°52′8″ пн. ш. 84°53′54″ зх. д. / 42.86889° пн. ш. 84.89833° зх. д. (42.868941, -84.898391).  За даними Бюро перепису населення США в 2010 році місто мало площу 7,21 км², з яких 6,83 км² — суходіл та 0,38 км² — водойми.

## Демографія
Згідно з переписом 2010 року, у місті мешкали 3883 особи в 1640 домогосподарствах у складі 1039 родин. Густота населення становила 539 осіб/км².  Було 1797 помешкань (249/км²).
Расовий склад населення:
| - 96,7 % — білих - 0,7 % — чорних або афроамериканців - 0,4 % — корінних американців - 0,2 % — азіатів |

До двох чи більше рас належало 1,4 %. Частка іспаномовних становила 3,1 % від усіх жителів.
За віковим діапазоном населення розподілялося таким чином: 25,4 % — особи молодші 18 років, 61,6 % — особи у віці 18—64 років, 13,0 % — особи у віці 65 років та старші. Медіана віку мешканця становила 35,6 року. На 100 осіб жіночої статі у місті припадало 96,0 чоловіків;  на 100 жінок у віці від 18 років та старших — 90,4 чоловіків також старших 18 років.
Середній дохід на одне домашнє господарство  становив 60 841 долар США (медіана — 55 290), а середній дохід на одну сім'ю — 71 309 доларів (медіана — 69 100). Медіана доходів становила 50 259 доларів для чоловіків та 40 370 доларів для жінок. За межею бідності перебувало 5,5 % осіб, у тому числі 5,0 % дітей у віці до 18 років та 7,8 % осіб у віці 65 років та старших.
Цивільне працевлаштоване населення становило 1810 осіб. Основні галузі зайнятості: освіта, охорона здоров'я та соціальна допомога — 19,8 %, публічна адміністрація — 12,3 %, мистецтво, розваги та відпочинок — 11,5 %, роздрібна торгівля — 11,4 %.